# 신해박해
신해박해(辛亥迫害)는 1791년(신해년, 정조 15년) 조선 최초의 천주교에 대한 박해 사건이다. 신해교난(辛亥敎難) 또는 신해사옥(辛亥邪獄), 진산 사건(珍山事件)이라고도 부른다. 전라도 진산의 선비 윤지충이 종교적 가르침을 지키고자 모친상을 천주교식으로 치른후 제사를 폐함으로 인해 사회적 파장이 일고 당쟁으로까지 비화됨에 따라 사회도덕을 문란하게 한다는 죄명하에 그의 행위에 동조한 외사촌 권상연과 함께 참수당하였다.
정조는 관대한 처결로 사건을 마무리 지었다. 그러나 윤지충이 남인에 속했던 탓에 서인이 남인을 공격하는 빌미가 되었을뿐만 아니라 서인 조차 신서파와 공서파로 분열되었다. 많은 양반계층 교인들은 천주교가 박해의 대상이 되자 배교하였다. 그 공백은 중인들이 메우며 교세는 성장했으나 제사거부라는 교리는 천주교 탄압의 좋은 명분이 되었고 천주교는 정치세력간에 정적 숙청의 희생양으로 악용되기 시작했다. 신해박해를 필두로 하여 시작된 탄압은 신유박해, 을해박해, 기해박해, 병오박해, 병인박해가 자행되어 수많은 천주교 성직자와 천주교도들이 '천주학 죄인' 또는 '천주학 쟁이'라고 비난받으며 순교의 피를 흘리는 불행사로 이어졌다.

## 역사적 배경

### 천주교 전래
중국을 통해 천주교가 전래된 초기에는 종교로서 받아들여진 것이 아니라 '서학(천주학)'이라 불리며 하나의 학문이나 서양문물로 여겨졌다. 이런 연유로 인해 18세기에 조선 사대부의 서가에는 마테오 리치가 저술한 《천주실의》가 꽂혀 있었다. 점차 천주교가 종교로 받아들여지며 18세기 말 교세가 크게 성장하였다. 성리학의 한계성을 깨닫고 새로운 진리를 추구한 일부 진보적 사상가와 관직사회에서 소외된 남인의 소장파 학인들이 보유론(補儒論)적인 관점에서 접근했다. 또한 부패하고 무기력한 지배체제에 반발한 민중을 중심으로 퍼져나갔다.

### 문화 충돌
정조(1776~1800)는 정도(正道)인 유학이 흥하면 사교(邪敎)인 천주교는 소멸될것이라 하면서 천주교를 묵인하였다. 이런 관대한 정책은 교세 확대의 중요한 계기가 되었다. 그러나 평등사상에 입각하여 사회근간을 이루고 있는 신분제 철폐나 가부장적 권위와 유교적 의례·의식을 거부하는 천주교의 확대는, 유교사회 일반에 대한 도전이자 지배체제에 대한 위협적인 사상을 담고있었기에, 1785년 정조는 사교(邪敎)로 규정하고 금령을 내렸다. 특히 관혼상제 문화가 매우 발달한 조선의 장례문화와 천주교문화는 정면충돌을 일으켰다. 1715년 교황 클레멘스 11세가 제사를 우상숭배라고 선언하였는데, 이는 지난 1656년 알렉산데르 7세 교황의 선언을 뒤집으며 일대 혼란을 발생시키는 조치로, 이후 조상제사 거부라는 항목은 천주교 박해의 주요 이유로 십분활용되었다. 이런 불행은 1939년 교황 비오 12세가 동방의 조상숭배는 우상숭배가 아니라고 칙서를 발표할 때까지 계속되었다.

### 조선 천주교
남인 소장파 학인들은 천주학 연구모임을 열기도 했는데 항상 자료 부족으로 탐구의 한계를 절감하며 아쉬워했다. 그런던중 1783년(정조 7년) 이승훈의 부친이 사절단이 되어 북경에 가게 되자 이 소식을 접한 이들은 이승훈에게 사절단에 동행하도록 설득했다. 여비를 모아 주며 교리를 자세히 살피고 천주교 서적을 많이 구해 올 것을 부탁했다. 북경에 간 이승훈은 교리를 배우던중 끌림이 발생하여 세례를 받은 후 많은 자료를 가지고 귀국하였다.
1784년, 이승훈은 정기모임을 만들어 지인들과 교리를 학습했는데, 이듬해 발각되어 곤욕을 치른후 모임은 와해되었다. 1786년 이승훈을 중심으로 자치교회를 만들어 활동을 재개했다. 그러나 1790년 북경 교구의 구베아 주교는 사도적 계승을 받은 성직자 없이 가성직제하에 교회를 운영하는 것은 교회법 위반이라는 것과 함께 조선 천주교도들에게 제사금지령을 내렸다. 이는 지난 1715년 교황 클레멘스 11세의 제사가 우상숭배라는 선언을 근거로 한 초치였다.
영조 때에 천주교가 해서(海西)와 관동(關東)의 민중 사이에 넓게 보급되었으나 아무런 문제도 일어나지 않았다. 천주교도가 된 양반중에 제사를 지내지 않는 자들이 있었으나 조정에서는 무지의 소치로 보고 대수롭지 않게 여겼다. 1785년 명례방 사건도 김범우 한명만 유배에 처한후 천주교에 대해 금령을 내리는 선에서 마무리 지었다. 그러나 1791년에 발생한 진산사건은 정쟁의 대상이 되며 상황이 좀 심각해졌다.

## 전개

### 폐제분주(廢祭焚主)
전라도 진산군(현 충남 금산)에 사는 선비 윤지충은 1783년 진사시에 합격한후 상경하였다. 이때 그의 고종사촌인 정약용을 통해 천주학을 접한 뒤 역관 김범우의 집에서 열리는 '명례방공동체'에도 참여하였으며 1787년에는 세례를 받고 교인이 되었다. 윤지충은 1789년 북경에 가서 견진성사를 받고 귀국하였는데 천주교신자에 대한 박해가 심해지자, 낙향하여 조용히 지내며 제사금지라는 종교적 가르침을 따르고자 집안에 있던 신주(神主)를 불살랐다. 1791년 여름 모친상을 치를 때에 유교식 상장(喪葬)의 예를 쓰지 않고 조문도 받지 않았으며, 로마 가톨릭 예식으로 장례를 진행했다. 그러자 그의 종친들이 분노했다. 같은 천주교인이자 외사촌인 권상연도 제사를 폐지하고 자신의 집안에 모시고 있던 신주를 불태워 땅에 묻어버렸다. 권상연이 신주를 부태운 일은 그의 일가인 권상희를 통해 알려지게 되었다.

### 당쟁비화
윤지충의 처사에 대한 소문이 조정에 전해지면서 당쟁으로 비화되었다. :32 남인에 속했던 윤지충과 권상연으로 인해 서인이 남인을 공격하기 시작하였다. 남인 또한 천주교를 묵인하는 신서파(信西派)와 탄압해야 한다는 공서파(攻西派)로 분열하였다. 당시 서학 탄압에 앞장서온 홍낙안은 좌의정 채제공에게 보낸 글에서 "저들 지충의 무리는 제사를 폐한 것도 부족하여 부모의 상을 당하고서도 혼백을 세우지 않았고 부모가 죽었음에도 조문을 받지 않으니 천지가 생겨난 이래 어찌 이와 같은 변괴하고도 사악한 일이 있을 수 있을까? 그 죄는 살인한 것과 같다"고 주장했다. 그는 윤지충의 체포와 사형을 요구하고 나섰다. :79

### 체포 심문
정조는 천주교 탄압을 주장하는 노론 벽파의 주장에 힘을 실어주어, 진산군수 신사원을 시켜 "윤지충과 권상연을 체포하라"는 명령을 내렸다. 진산군수는 윤지충의 집을 찾아 사당에서 위패를 넣어두는 주독을 발견하고 열어보았으나 위패는 없었다. 피해 있던 윤지충과 권상연은 윤지충의 숙부가 감금됐다는 소식에 1791년 10월 진산 관아에 자수했다. 그러나 그들은 로마 가톨릭 신앙을 버리라는 말을 듣지 않았다. 진산 군수는 자신의 힘으로는 두 사람을 회유할 수 없다는 판단이 들자 두 사람을 전주의 전라 감영으로 이송했다.

### 윤지충의 항변
윤지충은 전라감사 정민시의 심문에 모든 것을 토설한후 다음과 같이 주장했다. "거듭 말씀드리거니와 천주교를 신봉함으로써 제 양반 칭호를 박탈당해야 한다 해도 저는 천주께 죄를 짓기는 원치 않습니다. 뿐만 아니라 신주를 모시지 않는 서민들이 그렇다고 하여 정부를 반대하는 것이 아니라는 것과, 또 가난하기 때문에 모든 제사를 규정대로 지내지 못하는 양반들도 엄한 책망을 당하지 않는다는 것을 고려하여 주십시오. 그러므로 제 낮은 생각으로는 신주를 모시지 않고 죽은 이들에게 제사를 드리지 않으면서도 제 집에서 천주교를 충실히 신봉하는 것은 결코 국법을 어기는 것이 아닌 듯합니다." :79~80 그러나 윤지충의 항변은 받아들여지지 않았다.:33

### 처결
전라 감영에서 갖은 문초와 혹독한 고문에도 두 사람은 끝까지 신앙을 버리지 않자, 전라 감사는 조정에 장계를 올려 이들에 관해 보고했으며 조정에서 두 사람을 처형해야 한다는 소리가 커지자 결국 정조는 사형을 윤허했다. 이로써 윤지충과 권상연은 사회도덕을 문란케 하고 사교를 신봉했다는 죄명으로 1791년 12월 8일(음력 11월 13일) 전주 남문 밖(현재 전동성당 자리)에서 차례로 참수형에 처해졌다. 이때 윤지충의 피가 튀어 붙은 전주성의 돌을 주춧돌로 삼아 전주에 전동성당을 건축했다. 이승훈과 권일신이 구속되었는데 이승훈은 이미 배교했다는 변론이 수용되어 석방되었으나 관직은 박탈당했다. 권일신은 노모의 간청으로 배교함에 따라 귀양지가 제주에서 예산으로 변경되었으나 예산으로 이동중에 고문의 후유증인 장독(杖毒)으로 죽고말았다. 한편 진산군은 5년동안 현으로 강등되었고 초기에 느슨하게 대응했던 진산군수 신사원은 유배형에 처해졌다.

### 극형의 명분
조상에게 제사하는 것을 거부하는 것은 유학의 핵심인 '효'를 부정하는 일로써, 이는 곧 나라의 어버이 되는 왕에 대한 '충'을 부정하는 행위였다. 이런 무부무군(無父無君) 사상의 신봉은 유교이념으로 떠받쳐져 있는 조선의 지배체제 자체를 부정하고 도전하는 것이었다. 그래서 천주교도들은 '나라를 원망하며 세상을 뒤업고자 하는 무리'로 규탄받으며 형장의 이슬로 사라져야 했다. 이렇듯 조선 지배층이 바라본 천주교는 체제와 정통에 대해 도전하는 사악한 종교였다. 지난 1787년 반회사건 이후 정조 역시 사교로 규정했었기 때문에 사형으로 처결함에는 문제 될 것이 없었다.

## 영향

### 당파 다툼
정조는 천주교도에 대한 박해를 더 이상 확대시키지 않고 마무리 짓기를 원했다. 이런 조처는 자신의 측근중에 천주교에 가까인 간 자들이 많았던 이유도 있었다. 아울러 홍문관에 소장되어 있던 한역 서양서적을 소각하는 등 천주교의 전파를 억제하려 노력하였다. 그러나 정조의 생각과는 달리 조정은 이 사건을 둘러싸고 남인 계통이면서 당시의 상국(相國)인 채제공을 중심으로 한 소위 신서파와 이에 반대하는 홍의호 등의 소위 공서파가 대립하였다. 진산사건으로 인한 갈등과 당쟁은 1801년 신유박해로 신서파가 결정적 타격을 입을 때까지 10여 년간 계속되었다.

### 전교 활동
신해박해로 인해 천주교가 정치적 종교적 박해의 대상이 되자 많은 양반계층 교인들이 동요하여 배교후 떨어져 나갔다. 그 공백은 중인계층이 메워나갔는데, 탄압에도 불구하고 1794년 무렵 신도수가 4천여 명으로 증가하자 중국 교회의 구베아 주교는 신해박해로 인해 보류되었던 선교사 파견을 다시 추진하였다. 1795년 초에 서울에 잠입한 중국인 신부 주문모는 이내 체포령이 떨어져 은밀히 활동할 수 밖에 없었다. 그러나 강완숙 등의 도움에 힘입어 5년후 교세는 1만명을 육박하게 되었다.

### 전동성당
현재 전주 전동성당은 윤지충, 권상연 등 많은 천주교인들이 순교한 순교터 위에 자리잡고있다. 1908년 보두레 신부가 이들의 순교를 기리기 위해서 순교터 위에 전동성당을 건축하였다. 일제강점기중 도로를 개설하며 전주읍성의 풍남문 인근 성벽을 철거했는데, 이때 윤지충이 참수될 당시 피가 튀었던 돌을 가져와 주춧돌로 삼았다고 한다. 전동성당은 국가 기념물 사적 288호로 지정되어있으며, 성당 한쪽에는 윤지충의 순교 모습이 동상으로 제작되어 있다. 2014년 8월 한국을 방문한 프란치스코 교황은 윤지충과 권상연을 복자로 서품하였다.

### 기타
이번 사건으로 정약용의 집안은 큰 충격에 휩싸였다. 윤지충이 정약용의 외사촌이었기 때문이다. 정약용과 둘째형 정약전은 이번 사건을 계기로 배교하며 천주교와 관계를 완전히 청산했으나 윤지충과 친척이라는 사실과 윤지충에게 천주교를 소개한 자가 정약용이었기 때문에 서인들로부터 공격을 받았다. 정약용의 셋째 형인 정약종은 교리에 따라 집안 제사를 거부하며 갈등하다가 처자식을 데리고 한강 건너 양근의 분원으로 이사를 가버렸다.
천주교의 제사거부 교리가 널히 알려졌고 이후 천주교가 탄압을 받는 명분으로 십분활용되었다.

## 같이 보기
- 시파와 벽파
- 공서파와 신서파
- 전동성당